# 高田崇史
高田 崇史（たかだ たかふみ、1958年12月 -）は、東京都生まれの日本の小説家・推理作家。薬剤師免許所持。近年は、清涼院流水が立ち上げたプロジェクト「The BBB」に参加し、英語版の著作を発表している。

## 経歴
- 1982年、明治薬科大学薬学部卒業。薬剤師となる。
- 1998年、『QED 百人一首の呪』で第9回メフィスト賞受賞。

## 作風
QEDシリーズで扱われる題材は、一般的に採り上げられるような「歴史の謎」ではない。伝統的な習慣、一般常識や謎だとも思わないことを敢えて「謎」としている。人々の常識を覆す見解を作者の鋭い歴史観や古人の理念を元に理論を一から構築していく、歴史小説としては斬新な作品となっている。ア列で揃えたヒロインのネーミングなど、くすぐりやユーモア味も豊富で、その側面とパズル趣味を全開させたのが千葉千波シリーズである。ちなみに、このシリーズの語り手の本名は最後まで（「怪奇日記」末尾で一区切りとする記述がある）明かされなかったが、複数のニックネームや会話から推定可能になっている。

## 作品リスト

### QED（桑原崇＆棚旗奈々）シリーズ
- QED 百人一首の呪
- QED 六歌仙の暗号
- QED ベイカー街の問題
- QED 東照宮の怨
- QED 式の密室
- QED 竹取伝説
- QED 龍馬暗殺
- QED 〜ventus〜 鎌倉の闇
- QED 鬼の城伝説
- QED 〜ventus〜 熊野の残照
- QED 神器封殺
- QED 〜ventus〜 御霊将門
- QED 河童伝説
- QED 〜flumen〜 九段坂の春
- QED 諏訪の神霊
- QED 出雲神伝説
- QED 伊勢の曙光
- QED 〜flumen〜 ホームズの真実
- QED 〜flumen〜 月夜見
- QED 〜ortus〜 白山の頻闇
- QED 憂曇華の時
- QED 源氏の神霊
- QED 神鹿の棺
- QED 恵比寿の漂流

全24巻（外伝含め）。

### 毒草師シリーズ
- 毒草師（2007年）
  - 毒草師 QED Another Story（2008年）
- 毒草師 白蛇の洗礼（2008年）
- 毒草師 パンドラの鳥籠（2012年）
- 毒草師 七夕の雨闇（2015）

### 千葉千波の事件日記シリーズ
- 千葉千波の事件日記 試験に出るパズル（2001年）
- 千葉千波の事件日記 試験に敗けない密室（2002年）
- 千葉千波の事件日記 試験に出ないパズル（2002年）
- 千葉千波の事件日記 パズル自由自在（2005年）
- 千葉千波の怪奇日記 化けて出る（2011年）

全5作。

### 麿の酩酊事件簿シリーズ
- 麿の酩酊事件簿 花に舞（2003年）
- 麿の酩酊事件簿 月に酔（2003年）

### カンナシリーズ
- カンナ 飛鳥の光臨（2008年）
- カンナ 天草の神兵（2009年）
- カンナ 吉野の暗闘（2009年）
- カンナ 奥州の覇者（2009年）
- カンナ 戸隠の殺皆（2010年）
- カンナ 鎌倉の血陣（2010年）
- カンナ 天満の葬列（2011年）
- カンナ 出雲の顕在（2011年）
- カンナ 京都の霊前（2012年）

全9巻

### 神の時空シリーズ
- 神の時空 鎌倉の地龍（2014年3月 講談社ノベルス）
- 神の時空 倭の水霊（2014年7月 講談社ノベルス）
- 神の時空 貴船の沢鬼（2014年12月 講談社ノベルス）
- 神の時空 三輪の山祇（2015年7月 講談社ノベルス）
- 神の時空 嚴島の烈風（2015年11月 講談社ノベルス）
- 神の時空 伏見稲荷の轟雷（2016年3月 講談社ノベルス）
- 神の時空 五色不動の猛火（2016年7月 講談社ノベルス）
- 神の時空 京の天命（2017年4月 講談社ノベルス）
- 神の時空 前紀 -女神の功罪-（2017年9月 講談社ノベルス）

全9巻（本編8巻）

### 鬼神伝シリーズ
- 鬼神伝 鬼の巻（2004年1月 講談社 ミステリーランド / 2015年5月 講談社文庫）
- 鬼神伝 神の巻（2004年4月 講談社 ミステリーランド / 2015年6月 講談社文庫） - 2010年10月に「鬼神伝」としてアニメ映画化される。その際、自身も町民役でゲスト出演している。
- 鬼神伝（※上記2冊の内容を合本・加筆訂正したもの）（2010年10月 講談社ノベルス）
- 鬼神伝 龍の巻（2010年10月 講談社ノベルス / 2015年7月 講談社文庫）

### 古事記異聞シリーズ
- 古事記異聞 鬼棲む国、出雲（2018年6月 講談社ノベルス / 2021年1月 講談社文庫）
- 古事記異聞 オロチの郷、奥出雲（2018年10月 講談社ノベルス / 2021年5月 講談社文庫）
- 古事記異聞 京の怨霊、元出雲（2020年7月 講談社ノベルス / 2021年9月 講談社文庫）
- 古事記異聞 鬼統べる国、大和出雲（2020年11月 講談社ノベルス / 2022年5月 講談社文庫）
- 古事記異聞 陽昇る国、伊勢（2022年11月 講談社ノベルス / 2024年11月 講談社文庫）

既刊5巻

### 小余綾俊輔シリーズ
- 源平の怨霊 小余綾俊輔の最終講義（2019年6月 講談社ノベルス / 2022年1月 講談社文庫）
- 采女の怨霊 小余綾俊輔の不在講義（2021年11月 新潮社 / 2024年7月 新潮文庫）
- 猿田彦の怨霊 小余綾俊輔の封印講義（2023年12月 新潮社）

### 自著の翻訳（英語）
- Three Little Bonzes: The Case Diary of Chinami Chiba（『三人小坊主: 千葉千波の事件日記』の英語版 「The BBB」にて電子書籍化）
- A Goat On a Boat to Float: The Case Diary of Chinami Chiba （『山羊・海苔・私: 千葉千波の事件日記』の英語版 「The BBB」にて電子書籍化）

### その他
- EDS緊急推理解決院（2005年11月 カッパ・ノベルス）※新世紀「謎」倶楽部としての合作
- クリスマス緊急指令〜きよしこの夜、事件は起こる!〜（2007年11月 講談社ノベルス / 2015年9月 講談社文庫）
- 軍神の血脈 楠木正成秘伝（2013年4月 講談社 / 2016年3月 講談社文庫）
- 鬼門の将軍（2017年2月 新潮社）
  - 【改題】鬼門の将軍 平将門（2020年5月 新潮文庫）
- 卑弥呼の葬祭 ー天照暗殺ー（2018年2月 新潮社 / 2019年6月 新潮文庫）
- 試験に出ないQED異聞 高田崇史短編集（2019年1月 講談社ノベルス / 2023年1月 講談社文庫）
- 江ノ島奇譚（2023年5月 講談社 / 2025年7月 講談社文庫）

### アンソロジー
「」内が高田崇史の作品 
- 0番目の事件簿（2012年11月 講談社）「バカスヴィル家の犬」
- 謎の館へようこそ 黒 新本格30周年記念アンソロジー（2017年10月 講談社タイガ）「QED～ortus～ ―鬼神の社―」
- 読んで旅する鎌倉時代（2022年2月 講談社文庫）「修善寺の鬼」
- 黒猫を飼い始めた（2023年2月 講談社 / 2025年2月 講談社文庫）「晦日の月猫」
- 嘘をついたのは、初めてだった（2023年11月 講談社）「女帝の憂鬱」
- これが最後の仕事になる（2024年8月 講談社）「天岩戸の真実」
- だから捨ててと言ったのに（2025年1月 講談社）「吊し柿の家」
- 新しい法律ができた（2025年5月 講談社）「御首塚の風」

## 漫画化作品
- QED 百人一首の呪（漫画：松本救助、上巻 2015年7月 / 下巻 2015年8月、KCデラックス）